# Charles John Alexander Jarvis
Charles (John Alexander) Jarvis (Bury Saint Edmunds, 3 juli 1969), is een in België residerende muzikant, zanger, componist, gitarist, schrijver, cartoonist en kunstschilder van Engels-Ierse afkomst. Hij schreef twee autobiografische boeken en bracht verschillende albums uit met eigen composities en covers. Ook nam hij deel aan enkele tentoonstellingen.

## Biografie
Charles Jarvis verhuisde in 1970 naar Oss in Nederland en in 1981 naar Turnhout in België.
Daar kwam hij in contact met de broers Vital en Serge Baeken, met wie hij in 1986 zijn eerste rockband startte, God and His New Empire.
Hij publiceerde in 1984 zijn eerste cartoons in Embryo.
In 1986 stichtte hij L.I.P. (Lords Irresistible Passion), waarmee hij een album uitbracht. Later volgde ook nog solowerk en optredens en opnames met de groepen Charles Jarvis & The Weezelz, The Jarvis Band en enkele losse muzikale samenwerkingen. In 2002  verzorgde hij een week het item "Zonder Handen", het afsluitende item van het tv-programma Man bijt hond van Woestijnvis. Door persoonlijke problemen verdween Charles Jarvis een tijd van de radar, om in 2005 zijn come-back te maken als solist. Sindsdien verscheen gemiddeld om de vier jaar een nieuw album en ontstonden er samenwerkingen met onder andere de broers Robert en Ronny Mosuse en Colm Mac Con Iomaire en Glen Hansard van The Frames. Het meest recente album ("The Mon Ami Recordings", 2018) bevat naast eigen songs ook covers van songs van onder meer Blind Lemon Jefferson en Johnny Thunders. In 2019 vormde Charles Jarvis met de band Jarvis & El Syndicat het voorprogramma van de band Mengelmoes, met optredens in onder meer de Headroom in Turnhout.
Jarvis schreef twee autobiografische boeken, waarin hij zijn drugverslaving en zijn leven aan de zelfkant belicht.
Het beeldend werk van Charles Jarvis, dat tekeningen en schilderijen in een naïeve, expressieve en kleurrijke stijl omvat, wordt vertegenwoordigd door Pjez Unik in Antwerpen en Saatchi Art.

## Discografie
Albums
- 1987 – “The Elephants Graveyard” (L.I.P.)
- 1992 – “Arty Farty Dipshit” (split record Charles Jarvis/The Bungalows) (Boots, Boots 1)[21]
- 1994 – “If Music Be The Food of Love, Play on” (Charles Jarvis & The Weezelz) (Boots, Boots 9401)[22]
- 2005 – “Songs From The Heart” (Jarvis solo)(Mac Nabb Records)[23]
- 2007 – “Ode To Our Children” (The Jarvis Band)(Mac Nabb Records, MCN-0701)[24]
- 2010 – “Street Soul”(Jarvis solo)(Mac Nabb Records)[25]
- 2014 – “If music be the food of love, play on” 20th anniversary edition (Charles Jarvis & The Weezelz) (Mac Nabb Records)[26]
- 2018 – “The Mon Ami Recordings” (Jarvis solo)(Mac Nabb Records)[27]

Singles en songs
- 1988 – Met L.I.P. de song “Spanish Fly” op “Who wants to be a popmusician nowadays” (Various ) (Noet Lachten Records – NOET 8)[28]
- 1992 – De song “Tumble And Fall” op “MIDEM 1992 / Coming Hits Made In Belgium” (BAP – BAP007)
- 1993 – Met The Funky Fellows de song “Ring Ring Ring Ring” op Strictly Nervous: A Collection Of Acid Jazz (Antler Records / 2 Tuff – TT 8010)[29]
- 1993 – Met The Funky Fellows de song “Ring Ring Ring Ring” op “Caroline Distribution Sampler #2” (Caroline Distribution)[30]
- 1993 – De song “The Man With The Golden Hair”  op “Don’t Tell Mommy” (Various) (JEP Records – BOOTS 2)[31]
- 1998 – “We're Not Dead Yet” (Met Vitalski) (De Ysfabrik, Ysfabrik40)[32]
- 2023 – “Don't Put The Pressure on Me” (single, Mac Nabb Records)
- 2025 – “Time Is Precious” (single, met Kristo Gabriëls)

Overige
- 2018 – Gastgitarist op het album “The Arendonk Re-Demo's” van Mengelmoes (Not on label/Zou Of Zoundz)
- 2019 – Gastzanger en -gitarist op het album “Circus Crisis Circus” van Zou of Zoundz And His Private Antwerp All-Stars (Not on label/Zou Of Zoundz)[33]

Streaming
Veel van zijn muziek is beschikbaar op de verschillende streaming platforms.